# Myriopholis
Myriopholis – rodzaj węży z podrodziny Leptotyphlopinae w rodzinie węży nitkowatych (Leptotyphlopidae).

## Zasięg występowania
Rodzaj obejmuje gatunki występujące w Afryce (Egipt, Libia, Tunezja, Algieria, Maroko, Sahara Zachodnia, Mauretania, Senegal, Gambia, Gwinea Bissau, Gwinea, Wybrzeże Kości Słoniowej, Mali, Burkina Faso, Ghana, Togo, Benin, Niger, Nigeria, Kamerun, Czad, Sudan, Erytrea, Somalia, Etiopia, Sudan Południowy, Republika Środkowoafrykańska, Gwinea Równikowa, Gabon, Kongo, Rwanda, Burundi, Uganda, Kenia, Tanzania, Malawi, Zambia, Botswana, Zimbabwe, Mozambik, Eswatini i Południowa Afryka), na Bliskim Wschodzie (Turcja, Izrael, Jordania, Arabia Saudyjska, Jemen, Oman, Zjednoczone Emiraty Arabskie, Irak, Iran, Afganistan) i w Azji Południowej (Pakistan i Indie).

## Systematyka

### Etymologia
- Ramphostoma: gr. ῥαμφος rhamphos „zakrzywiony dziób”[6]; στομα stoma, στοματος stomatos „usta”[7]. Gatunek typowy: Stenostoma macrorhynchum Jan, 1860.
- Myriopholis: gr. μυριος murios „bardzo liczny, niezliczony”; φολις pholis, φολιδος pholidos „rogowa łuska”[2].

### Podział systematyczny
Do rodzaju należą następujące gatunki:

- Myriopholis adleri (Hahn & Wallach, 1998)
- Myriopholis albiventer (Hallermann & Rödel, 1995)
- Myriopholis algeriensis (Jacquet, 1896)
- Myriopholis blanfordi (Boulenger, 1890)
- Myriopholis boueti (Chabanaud, 1917)
- Myriopholis braccianii (Scortecci, 1929)
- Myriopholis burii (Boulenger, 1905)
- Myriopholis cairi (Duméril & Bibron, 1844)
- Myriopholis erythraeus (Scortecci, 1929)
- Myriopholis filiformis (Boulenger, 1899)
- Myriopholis ionidesi (Broadley & Wallach, 2007)
- Myriopholis lanzai Broadley, Wade & Wallach, 2014
- Myriopholis longicauda (Peters, 1854)
- Myriopholis mackayi Malonza, 2023
- Myriopholis macrorhyncha (Jan, 1860)
- Myriopholis macrura (Boulenger, 1899)
- Myriopholis narirostris (Peters, 1867)
- Myriopholis nursii (Anderson, 1896)
- Myriopholis occipitalis Trape & Chirio, 2019
- Myriopholis parkeri (Broadley, 1999)
- Myriopholis perreti (Roux-Estève, 1979)
- Myriopholis rouxestevae (Trape & Mané, 2004)
- Myriopholis tanae (Broadley & Wallach, 2007)
- Myriopholis wilsoni (Hahn, 1978)
- Myriopholis yemenica (Scortecci, 1933)